# Вороб'ї (Оршанський район)
Вороб'ї́ (рос. Воробьи, марій. Воробьи) — присілок у складі Оршанського району Марій Ел, Росія. Входить до складу Марковського сільського поселення.

## Населення
Населення — 13 осіб (2010; 18 у 2002).
Національний склад (станом на 2002 рік):
- росіяни — 83 %